# Handhygien

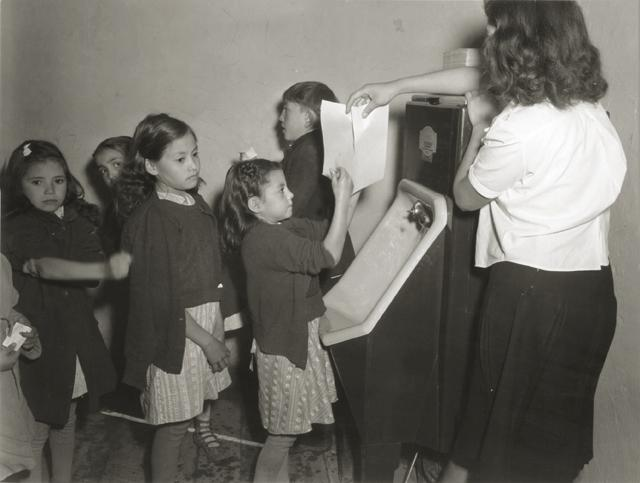
Amerikanska skolbarn tvättar händerna 1941.

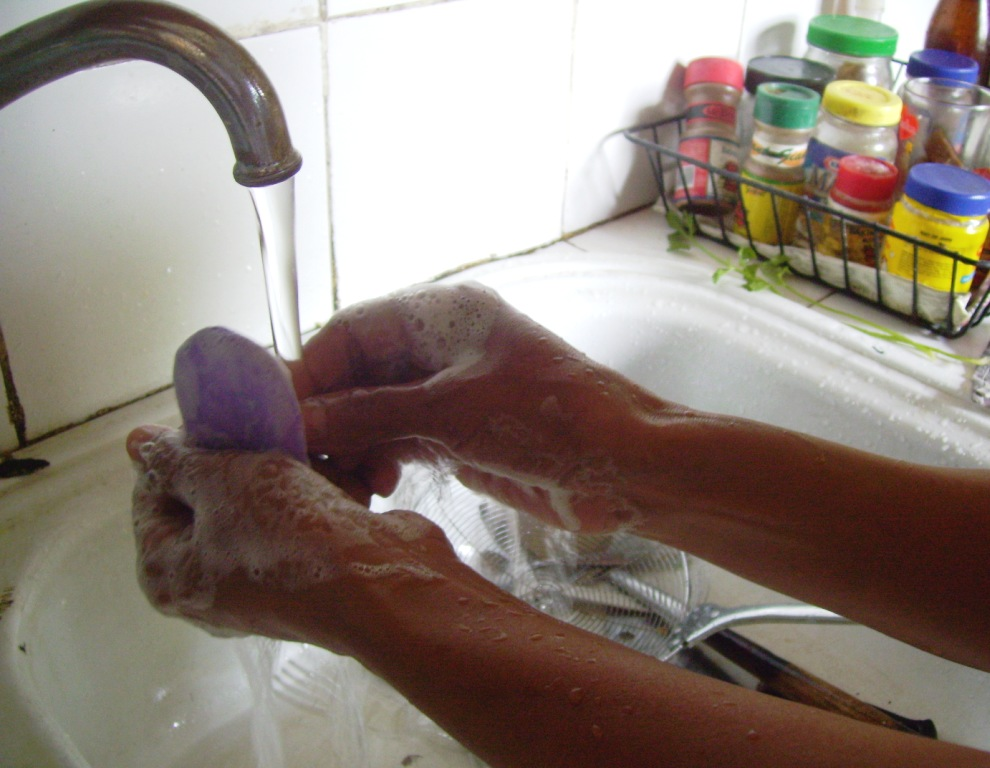
Handtvättning med en tvål.

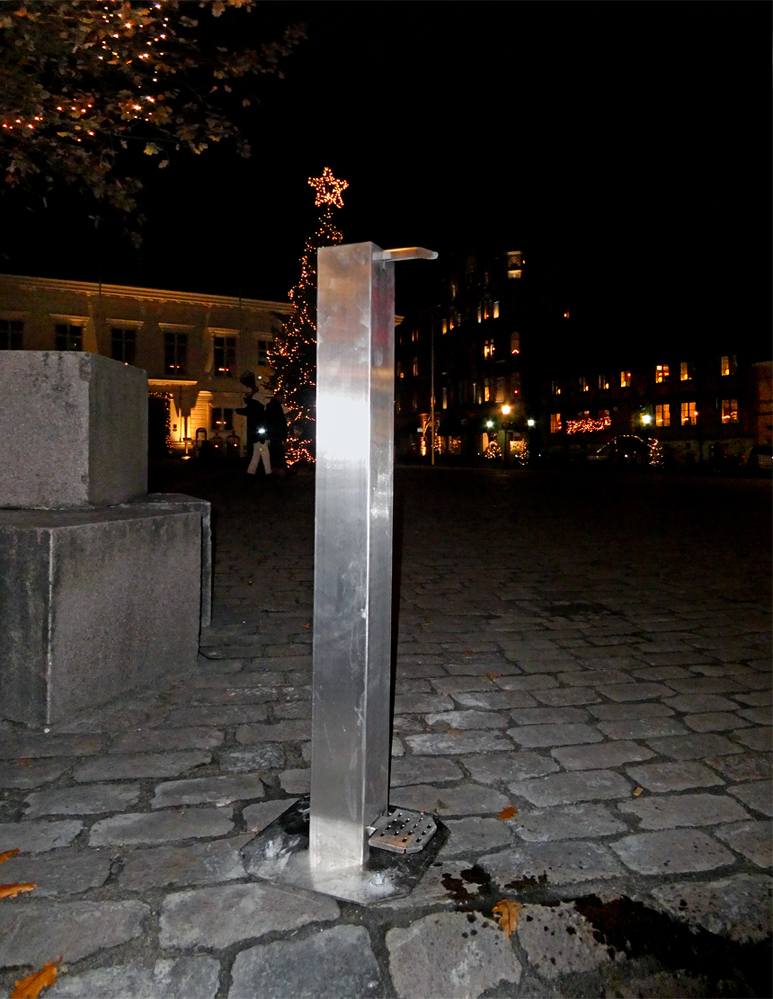
En pump med handsprit på Stortorget i Ystad 28 nov 2020.

Att tvätta händerna eller två sina händer innebär att rengöra händerna, ofta med tvål och vatten eller på annat sätt med motsvarande verkan. Syftet med handtvätten är att avlägsna jord, smuts och mikroorganismer, och på så sätt hålla god handhygien. Allmän handhygien förhindrar eller minimerar sjukdomar och spridning av sjukdomar.

## Syfte
För att minimera smittspridning är det viktigt att både vuxna och barn alltid tvättar händerna efter toalettbesök, efter utomhusvistelse, innan hantering av livsmedel och före måltid. Det främsta medicinska syftet med handtvättning är att rengöra händerna från smittämnen (inklusive bakterier och virus) och kemikalier som kan orsaka personlig skada eller sjukdom. Människor kan till exempel smittas med luftvägssjukdomar som influensa eller förkylning, om de inte tvättar händerna innan de rör ögonen, näsan eller munnen. Centers for Disease Control and Prevention (CDC) hävdar: "Det är väldokumenterat att en av de viktigaste åtgärderna för att förhindra spridning av smittämnen är effektiv handtvättning". Handtvättning skyddar bäst mot sjukdomar som överförs genom fekal-orala vägar (som många former av magsjuka) och direkt fysisk kontakt (till exempel svinkoppor), men minskar också risken för spridning via droppsmitta. Alkoholgeler kan användas som komplement till handtvätt som ett sätt att döda vissa typer av smittämnen.

## Historik
Handtvättning i sjukvården introducerades av den ungerske läkaren Ignaz Semmelweis, som på 1840-talet upptäckte och dokumenterade statistiskt att detta drastiskt kunde minska dödligheten i barnsängsfeber. Vid denna tid var bakterieteorin ännu inte känd, och det dröjde ytterligare några decennier innan Semmelweiss rön och råd blev mer allmänt accepterade.

## Utförande

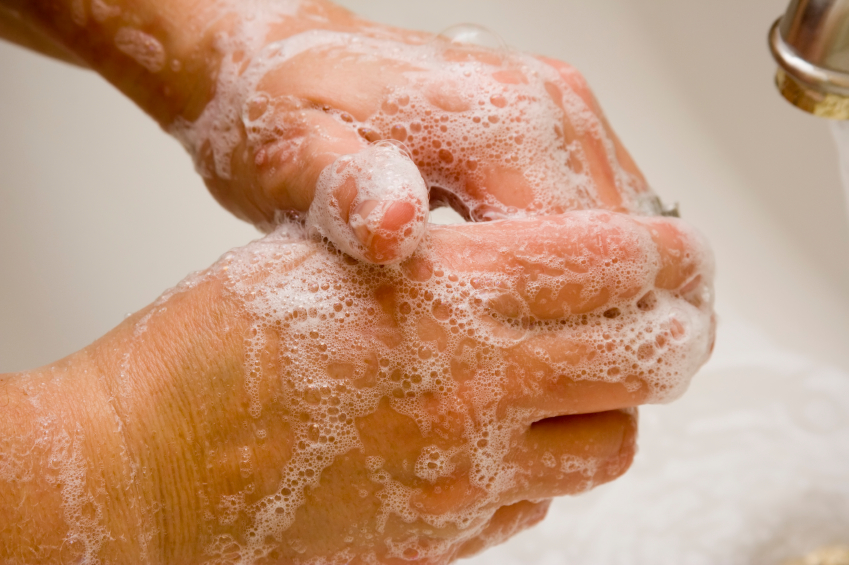
Handtvättning med tvål som har löddrat och bildat skum.

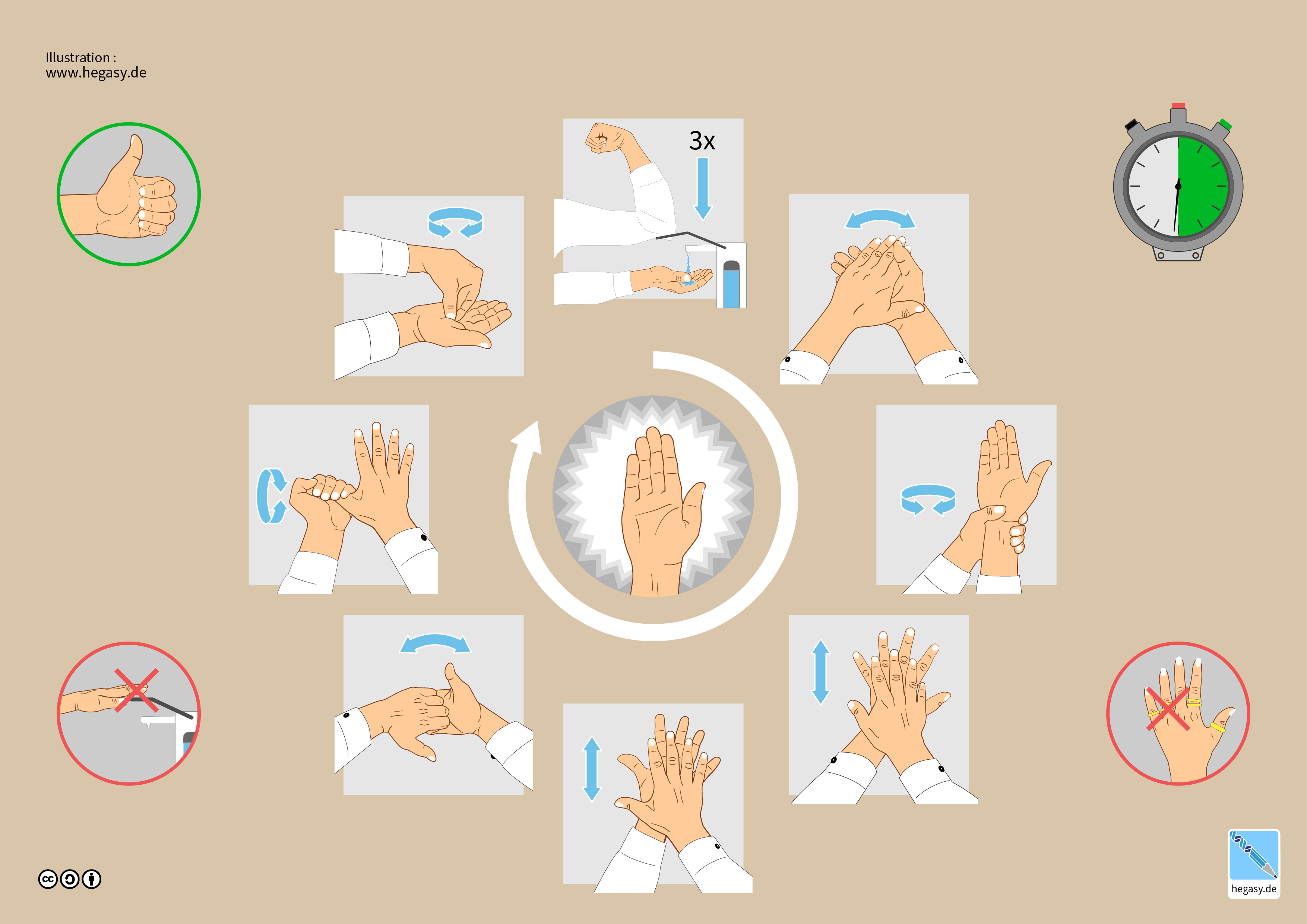
Illustration om hur man applicerar desinfektionssprit på händerna.

För att handtvättningen ska ha fullgod rengörande effekt och minimera smittspridning är det viktigt att tvättningen utförs noggrant. Avlägsna först eventuella smycken. Vid tvätt med tvål och vatten sköljs händerna först enbart i rinnande vatten. Sedan tvålas hela händerna in (alla fingrarna, handflatorna, ovansidan av händerna, mellan fingrarna, naglarna och handlederna) ordentligt med tvål i minst 15–20 sekunder. Vårdguiden rekommenderar omkring 30 sekunder. En rekommenderad metod för att hålla ordning på tiden är att nynna en sång med samma längd. Sedan sköljs händerna ordentligt i vatten så att skummet avlägsnas. Ett annat viktigt moment är att torka händerna helt torra efteråt och att eventuell handduk som används är ren. Helst bör alla personer använda en separat handduk. En textilhandduk behöver bytas ut och tvättas regelbundet. När många är sjuka rekommenderas engångshanddukar istället. Om handsprit används sker det vanligen efter den vanliga handtvättningen med tvål och vatten. Den kan även användas utan tvätt med tvål och vatten, men vissa virus är resistenta mot handsprit.

## Ämnen som används och effekt

### Vatten
Fingervarmt vatten är inte tillräckligt hett för att döda bakterier. Tvålvatten är mer effektivt för att ta bort de naturliga oljorna på händerna som innehåller smuts och bakterier. Fram till 2016 rekommenderades allmänt att tvätta händerna i fingervarmt (37,8 grader Celsius eller 100 grader Fahrenheit) vatten, men 2017 visade omfattande forskning från Rutgers-New Brunswick att lägre vattentemperatur inte avlägsnade färre bakterier. Svenska Folkhälsomyndigheten har däremot kvar sin rekommendation om varmt vatten.

### Tvål och rengöringsmedel
Bara vatten är ineffektivt för att rengöra huden. Därför kräver avlägsnandet av mikroorganismer tvål eller rengöringsmedel i kombination med vatten. Antingen fast eller flytande tvål kan användas beroende på vilken man föredrar. Tvålen tar bort fett, oljor och proteiner som finns i organisk smuts.

#### Handsprit
Korrekt handtvättning med tvål och vatten ger i de flesta fall bra effekt både vad gäller avlägsnande av smuts och minskad smittspridning. Desinfektionssprit, så kallad handsprit, brukar främst rekommenderas till särskilt bakteriekänsliga eller bakterieutsatta miljöer där händerna tvättas ofta, exempelvis sjukhus och förskolor. Handsprit kan även användas när möjligheter till handtvätt är begränsade. Det finns dock virus som är resistenta mot handspriten, exempelvis sådana som sprider vinterkräksjuka.

## Återfuktning av händer
Det finns handtvål som återfuktar händerna och vid högfrekvent handtvättning kan handsprit ibland motverka torra händer, men främst används handkräm för ändamålet, särskilt för personer med torra händer.

## Symbolisk handtvagning
Handtvagning i religiösa sammanhang förstås som en symbol för själens rening liksom är fallet med all rituell tvagning i alla religioner. I den kristna gudstjänsten, mässan, förekommer rituell handtvagning, lavabo, som en del av offertoriet, då prästen tillreder nattvardsgåvorna.
Två sina händer är ett begrepp som betyder att man fritager sig från ansvar, efter Nya testamentet (Matt. 27:24), där det omtalas hur Pilatus "lät han hämta vatten och tvådde sina händer i folkets åsyn" för att symboliskt framhålla att han var "oskyldig till denne mans blod".